# Alexandre Dzassokhov
Aleksander Sergueïevitch Dzassokhov (en russe : Александр Серге́евич Дзасохов), né le 3 avril 1934 à Ordjonikidze, est l'ancien chef de la République d'Ossétie du Nord-Alanie.

## Biographie
Il est né le 3 avril 1934 à Vladikavkaz, diplômé en 1957 de l'Institut métallurgique minier du Caucase du Nord et titulaire d'un doctorat en politique. De 1992 à 1993, il a été député du peuple de la fédération de Russie et de 1993 à 1995, député de la Douma d'État de la fédération de Russie. Le 18 janvier 1998, il a été élu président de l'Ossétie du Nord avec 76% des voix et a été réélu le 27 janvier 2002, avec 56,02% des voix.
Il a volontairement quitté son poste le 31 mai 2005 et a été remplacé par Taïmouraz Mamsourov. Il est actuellement représentant de la république d'Ossétie du Nord dans la république de la fédération. 
Dzassokhov est docteur en sciences politiques, Ph.D., auteur de plusieurs livres et de nombreux articles. Il parle plusieurs langues étrangères. Membre de l'Académie russe des arts. En 1973, il a soutenu sa thèse «Les processus de formation des nouveaux États indépendants» (diplômé à temps partiel de l'Académie du Comité central des sciences sociales).

## Prix
- Ordre du mérite pour la patrie;
- Ordre de la révolution d'octobre (1981)
- Ordre de la bannière rouge du travail (1971)
- Ordre de l'amitié des peuples (1984)
- Médaille «En commémoration du 850e anniversaire de Moscou» (1997)
- Médaille «En commémoration du 1000e anniversaire de Kazan» (2005)
- Prix d'État de l'Afghanistan, de la Hongrie, du Vietnam et de plusieurs autres États
- Ordre de Saint-Prince-Daniel de Moscou, 1re classe (Église orthodoxe russe)
- Membre honoraire de l'Académie des arts de Russie